# ألان مكلينان
ألان مكلينان (بالإنجليزية: Alan McLennan)‏ هو دراج أسترالي، ولد في 27 نوفمبر 1936.

## وصلات خارجية
- ألان مكلينان على موقع أرشيف الدراجات (الإنجليزية)
- ألان مكلينان على موقع إحصائيات الدراجات الإحترافية (الإنجليزية)